# Johannes Boesler
Johannes Albert Eduard Boesler (* 3. Oktober 1898 in Culm / Wpr.; † 30. Dezember 1970 in Dresden) war ein deutscher Verfahrenstechniker.

## Leben

### Kindheit, Militärdienst, Studium
Boesler wuchs als ältestes Kind eines Gymnasialprofessors in Graudenz auf und besuchte das dortige Königliche Gymnasium, das er im Juni 1916 mit einem vorzeitig erworbenen Abitur abschloss. Unmittelbar anschließend wurde er zum Militärdienst beim 1. Masurischen Feldartillerie-Regiment Nr. 73 in Allenstein einberufen.
Im Februar 1917 wurde Boesler an die Westfront bei Reims verlegt, wo er im September 1918 eine schwere Verwundung erlitt und das Kriegsende im Lazarett erlebte. Nach seiner Entlassung aus dem Militärdienst im Februar 1919 nahm Boesler im April 1919 ein Studium des Schiffsmaschinenbaus an der Technischen Hochschule Danzig Langfuhr auf, das er im November 1922 mit Diplom abschloss. Während seines Studiums war die Familie infolge des Friedensvertrags von Versailles gezwungen, die westpreußische Heimat zu verlassen, und siedelte sich 1919 in Potsdam an.

### Tätigkeit als Ingenieur
Nach dem Studienabschluss nahm Boesler im Dezember 1922 zunächst eine Anstellung als Wärmeingenieur bei AEG in Berlin an. Im September 1923 wechselte er als Ölmaschinenbauingenieur zu Neufeldt & Kuhnke nach Kiel, im Februar 1925 als Prüffeld-Leiter in die Motorenfabrik Oberursel.
Nach Jahren stetigen Wechsels wurde Boesler in Oppau / Ludwigshafen sesshaft, wo er im April 1926 eine Stellung als Betriebs- und Versuchsingenieur bei BASF /  I. G. Farbenindustrie AG angetreten hatte. Er forschte dort u. a. zur Gewinnung von Acetylen im Lichtbogenverfahren. Im Januar 1932 wurde Boesler innerhalb der I. G. Farben zu Kalle & Co. nach Wiesbaden versetzt, wo er 3 Jahre als Betriebsingenieur und Ingenieur für Verfahrensplanung und Werksprojektierung tätig war. Im Januar 1935 kehrte er zur BASF nach Ludwigshafen zurück, wo er als Chemie-Ingenieur nunmehr u. a. an Destillationsvorgängen arbeitete.
Infolge des Kriegsbeginns wurde Boesler im August 1939 erneut zum Militärdienst einberufen und zur Aufstellung der Marine-Flakabteilung 216 nach Emden / Borkum versetzt. Im November 1941 wurde er aus dem Kriegsdienst entlassen und kehrte nach Ludwigshafen zurück; kurz darauf wurde die Familienwohnung in Oppau ausgebombt, und die Familie war gezwungen, die weiteren Kriegsjahre bei Verwandten im Raum Karlsruhe und später in Bürgel zu verbringen, während Johannes Boesler in Ludwigshafen verblieb, wo er im März 1945 zum Volkssturm einberufen wurde und im April 1945 in amerikanische Kriegsgefangenschaft geriet, die er in verschiedenen Lagern in Frankreich verbrachte. Er wurde erst im Juni 1946 aus der Gefangenschaft entlassen, versäumte dadurch eine Rückmeldefrist der BASF, und infolgedessen wurde das Arbeitsverhältnis unwiederbringlich beendet. Boesler hatte das Glück, für einige Monate als Monteur bei der Maschinenfabrik Dalder in Neuhofen bei Ludwigshafen unterzukommen.
Im November 1946 wechselte Boesler als technischer Direktor und stellvertretender Geschäftsführer in das Konstrukteurs- und Ingenieurbüro (KIB) Leuna. Dieses Ingenieurbüro entstammt dem Projektierungsbüro der Familie Uhde. Es ist von zentraler Bedeutung für die chemische Industrie Ostdeutschlands bei der Herausbildung des Chemieanlagenbaus in der DDR.

### Professur
Im Januar 1953 wurde Boesler zum Professor an die Technische Hochschule Dresden berufen. Dort war er Inhaber des zweiten deutschen Lehrstuhls für Verfahrenstechnik. Seine Tätigkeit in Leuna erhielt er parallel aufrecht.
Die Berufung ist insofern bemerkenswert, als Boesler zwar ein Ingenieursdiplom vorweisen konnte, aber ansonsten keine akademischen Grade (Promotion, Habilitation) erworben hatte. Dies ist wohl dem Umstand geschuldet, dass in der jungen DDR keine Kandidaten mit hinreichender akademischer und politischer Eignung zu finden waren. Zudem gab es zu dieser Zeit das Berufsbild des Verfahrenstechnikers noch nicht, weswegen die Stelle von einem erfahrenen Betriebspraktiker, wie Boesler es war, besetzt werden sollte.
Boesler hielt die ersten Vorlesungen zur Verfahrenstechnik und baute das gleichnamige Institut an der TH Dresden auf. Seit dem Beginn seiner Professur gab es in der Grundstudienrichtung Maschinenbau einen gültigen Studienplan der Fachrichtung Verfahrenstechnik. Da Boeslers Absolventen auch in Westdeutschland sehr geschätzt waren, verließen bis 1961 jährlich etwa die Hälfte der Absolventen die DDR. In seinen zehn Jahren an der TH Dresden legte Boesler seinen Schwerpunkt vor allem auf die thermische Stofftrennung, die Reaktionstechnik und den Apparatebau. Die Anfänge Boeslers lagen also zunächst in der Thermischen Verfahrenstechnik.
Im September 1964 wurde Boesler emeritiert.